# Krystyna Kromer
Krystyna Kromer (ur. 13 marca 1951 w Katowicach) – polska biolog, prof. dr hab. nauk biologicznych, profesor nadzwyczajny Ogrodu Botanicznego Wydziału Nauk Biologicznych Uniwersytetu Wrocławskiego.

## Życiorys
W 1975 ukończyła studia na Uniwersytecie Warszawskim, następnie podjęła studia doktoranckie na macierzystej uczelni, a od 1978 pracowała w Ogrodzie Botanicznym UW. W 1981 obroniła pracę doktorską. 24 czerwca 1996 habilitowała się na podstawie oceny dorobku naukowego i pracy zatytułowanej Fizjologiczne podstawy ukorzeniania podkładki jabłoni M7 w warunkach in vitro, a 3 kwietnia 2009 nadano jej tytuł profesora w zakresie nauk biologicznych. Pracowała w Katedrze i Zakładzie Biologii i Botaniki Farmaceutycznej na Wydziale Farmaceutycznym z Oddziałem Analityki Medycznej Akademii Medycznej im. Piastów Śląskich, oraz w Ogrodzie Botanicznym na Wydziale Nauk Przyrodniczych Uniwersytetu Wrocławskiego.
Pełni funkcję profesora nadzwyczajnego Ogrodu Botanicznego Wydziału Nauk Biologicznych Uniwersytetu Wrocławskiego.

## Publikacje
- Udział związków fenolowych w procesie ukorzeniania jabłoni w warunkach in vitro, Materiały Ogólnopolskiej Konferencji „Zastosowanie kultur in vitro w fizjologii roślin”[1]
- Udział związków fenolowych w procesie ukorzeniania jabłoni w warunkach in vitro[1]
- 2006: Influence of tocopherol on gametogenesis of Asplenium cuneifolium and Asplenium adulterinum[1]
- 2007: Assessment of the antiproliferative activity of carrot and apple extracts[1]